# Dorylomorpha maculata
Dorylomorpha maculata är en tvåvingeart som först beskrevs av Walker 1834.  Dorylomorpha maculata ingår i släktet Dorylomorpha och familjen ögonflugor. Arten är reproducerande i Sverige. Inga underarter finns listade i Catalogue of Life.